# خسف البحر الميت

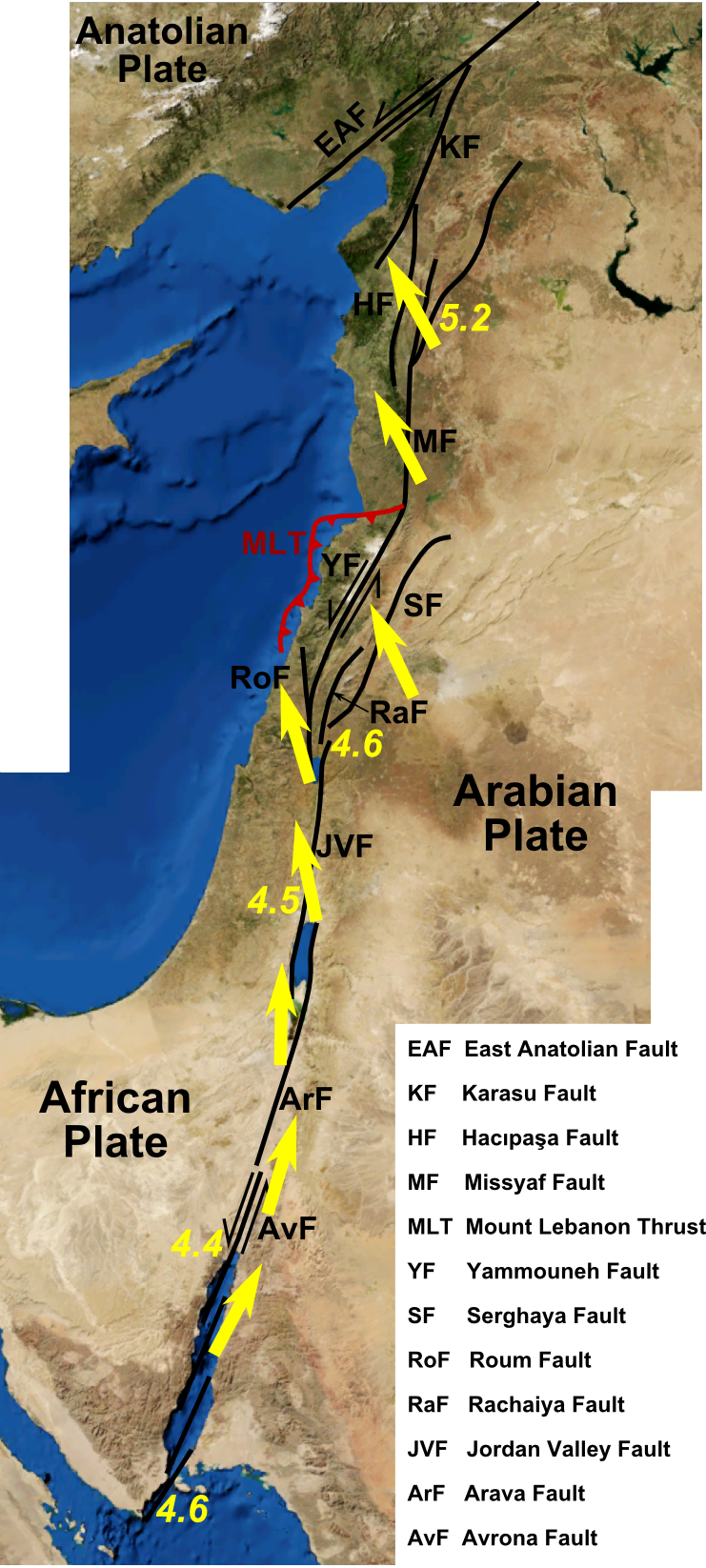
خريطة صدع البحر الميت تظهر الفوالق الرئيسية وسرعة حركة الصفيحة العربية مقارنة بالصفيحة الأفريقية.

خسف البحر الميت (بالإنجليزية: Dead Sea Rift)‏ ويُسمى أيضاً نظام صدوع البحر الميت التحويلي (بالإنجليزية: Dead Sea Transform fault system)‏ والذي يُدعى اختصاراً DST، وَهو سلسلة من الصدوع التي تلتقي عند طرقٍ ثلاثية هي (تقاطع مع خسف الأناضول الشرقي في جنوب شرق تركيا) إلى الطرف الشمالي من خسف البحر الأحمر (في الخارج فقط من الطرف الجنوبي من شبه جزيرة سيناء) ويشكل نظام الصدوع حدود التحويل بين الصفيحة الأفريقية إلى الغرب والصفيحة العربية إلى الشرق. وهي منطقة من الإزاحة الجانبية إلى اليسار، مما يدل على الحركة النسبية للصفيحتين. وتتحرك كلتا الصفيحتين في اتجاه الشمال-الشمال الشرقي العام، ولكن الصفيحة العربية تتحرك بشكل أسرع، مما ينتج عنه الحركة الجانبية اليسارية الملحوظة علي طول الصدع البالغ 107 كيلومترا تقريبا. وهناك عنصر للتمديد أيضاً في الجزء الجنوبي من التحول، الذي ساهم في سلسلة من المنخفضات، أو الأحواض المنفصلة وتشكيل خليج العقبة والبحر الميت وبحيرة طبريا وأحواض الحولة.

## التفسير التكتوني
ويعتبر نظام صدع البحر الميت التحويلي عموما الصدع التحويلي الذي استوعب نزوح نحو 105 كم إلى الشمال من اللوح العربي وهو السبب في إزاحة الصفيحة العربية. ويستند هذا التفسير إلى رصد علامات الإزاحة، مثل المدرجات النهرية والأخاديد والخصائص الأثرية، مما يعطي معدلات انزلاق أفقية تبلغ عدة ملم في السنة على مدى ملايين السنين القليلة الماضية. وتعطي بيانات نظام تحديد المواقع العالمي معدلات مماثلة لحركة الصفيحة العربية في الوقت الحاضر بالنسبة إلى لوحة أفريقيا. واقترح أيضا أن منطقة الصدع هي نظام صدع هو مركز انتشار المحيطات الأولي، وهو امتداد شمال البحر الأحمر المتصدع.

## تطور منطقة الصدع

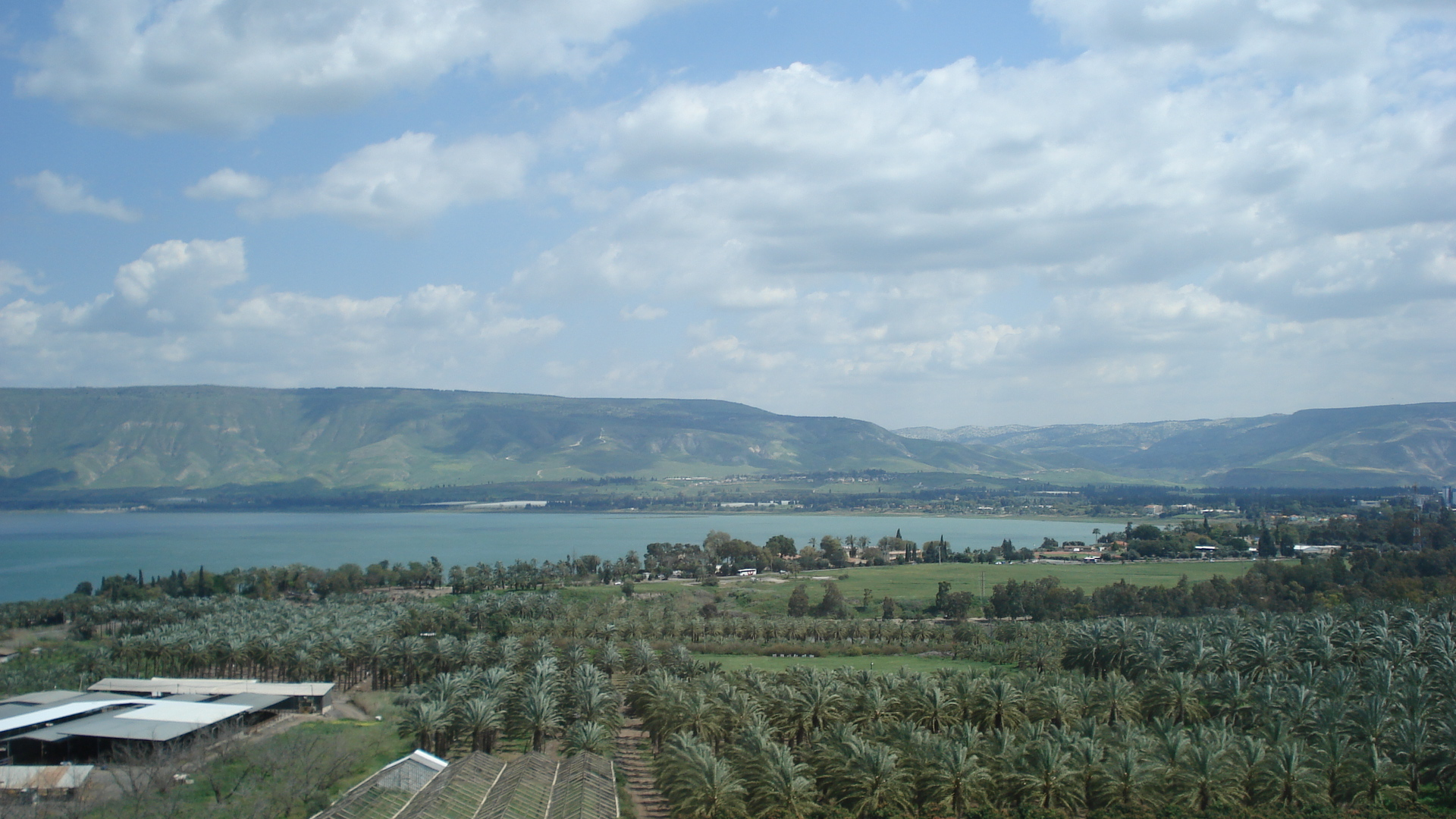
طبريا من الجنوب

بدأ تحويل البحر الميت لتشكيله منذ بدايات العصر الميوسيني وامتدّ حتى منتصفها، حيث كان هناك تغيّر في حركة الصفيحة وتوقّف الصدع في خليج السويس المتصدع. وصلت المرحلة الأولى من الانتشار شمالاً إلى أقصى جنوب لبنان، أعقبتها فترة في العصر الميوسيني المتأخر حيث كان التهجير المستمر عبر حدود الصفيحة مأخوذاً أساساً عن طريق تقصير في حزام أضعاف تدمر. وقد قدر مجموع النزوح البالغ 64 كيلومترا في هذه المرحلة المبكرة من الحركة. في البلوشن، نشر دست شمالا مرة أخرى عبر لبنان إلى شمال غرب سوريا قبل الوصول إلى صدع شرق الأناضول.

### الأقسام

#### القسم الجنوبي
القسم الجنوبي من صدع البحر الميت التحويلي يبلغ طوله حوالي 400 كم، ويمتد من مركز الانتشار في البحر الأحمر في الطرف الجنوبي من خليج العقبة إلى شمال حوض حولا في جنوب لبنان.

#### خليج العقبة
وقد أنشئ خليج العقبة بالحركة على أربعة أجزاء من الصدع في الانزلاق الأيسر في تسلسل قطري متدرج يعرف بتشكيل الصف. وفي المناطق التي تتداخل فيها هذه الأجزاء، تطورت أحواض السحب، حيث كانت تشكل ثلاثة مستويات من الأعماق التي تعرف باسم «عمق داكا» و «عمق اراغويسي» و «عمق إيلات»؛ تمزقت أجزاء من هذه الأعماق الثلاثة خلال زلزال خليج العقبة 1995.

#### وادي عربة
وادي عربة هو جزء من صدع البحر الميت يمتد حوالي 160 كم من خليج العقبة إلى الطرف الجنوبي من البحر الميت. بعض الباحثين لاحظو أن الجزء السفلي قد كُسر، وأصبح جزأين منفصلين، افرونا وارافا. ويمتد صدع افرونا من الجزء الشمالي من خليج العقبة لحوالي 50 كيلومترا على طول وادي أرافا. صدع أرافا يمتد فقط من شمال صدع افرونا حوالي 100 [كم].
معدل الانزلاق يبلغ 4 ± 2 مم في السنة وقد قُدر من إزاحة الأخاديد عبر الصدع. ويعتقد ان أربعة زلازل رئيسية قد حدثت بسبب الحركة على هذا الصدع في ال1000 سنة الأخيرة، في 1068، 1212، 1293 و 1458.

#### حوض البحر الميت
يتشكل البحر الميت في حوض منفصل بسبب الإزاحة اليسرى بين جزئي وادي العرب ووادي الأردن. هذا الجزء من الحوض يمتلئ بأكثر من 2 كيلومتر بالرسوبيات ويبلغ طوله 150 كم وعرضه 15-17 كم في الجزء الأوسط. وفي الشمال تصل السماكة إلى الحد الأقصى البالغ حوالي 10 كيلومترات. ويشمل التسلسل الأحجار الرملية النهرية الميوسينية لتشكيل هازيفا، بتسلسل من الميوسين المتأخرة إلى متبخرات البلسالين المبكر، وبصوره رئيسية الهاليت، وتشكيل الجبال البحرية، والثغرات إلى السلسلة النهرية في العصر الحديث.

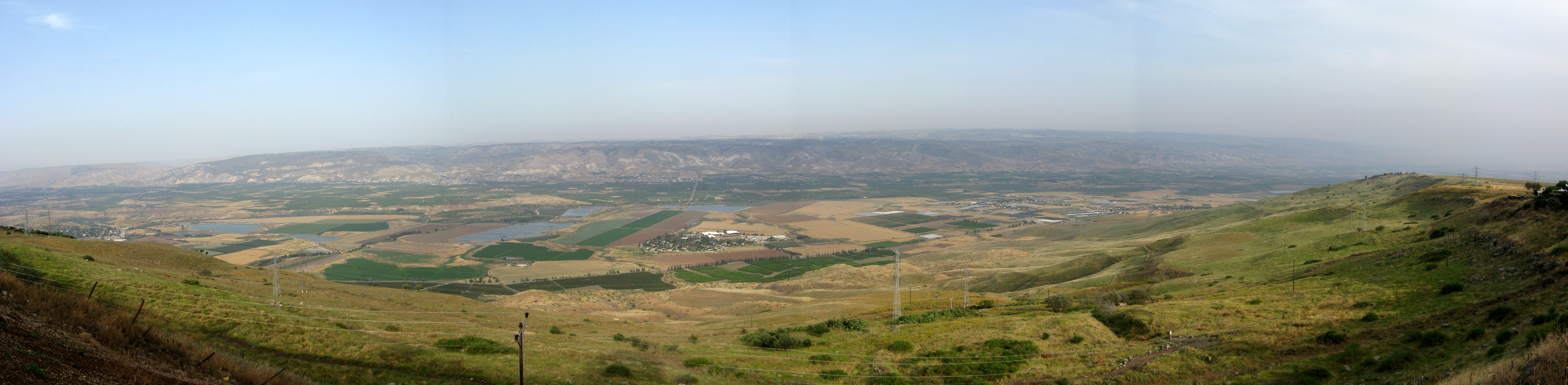
بانوراما وادي الأردن

#### صدع وادي الأردن
يمتد الجزء الخاص بوادي الأردن من الصدع التحويلي، وهو وادي الأردن المتصدع، لمسافة 100 كم من الجزء الشمالي الغربي من البحر الميت إلى الجزء الجنوبي الشرقي من بحر الجليل علي طول وادي الأردن. وقد قدر معدل الانزلاق بين 4.7 و 5.1 ملم في السنة على مدى السنوات ال47,500 الأخيرة. ويعتقد أن الجزء بأكمله قد تمزق خلال الزلزال في 749 ومرة أخرى في 1033، وهو أحدث زلزال كبير على طول هذا الهيكل. العجز في الانزلاق التي تراكمت منذ الحدث 1033 كافية للتسبب في زلزال ~ 7.4 ريختير.

#### حوض بحبرة طبريا
إن حوض بحيرة طبريا أو حوض الجليل هو الانسحاب الذي تم تشكيله بين صدع وادي الأردن علي طول حافته الشرقية ومجموعة من الصدوع الصغيرة في الشمال. الموقع المركزي الأعمق لملء الرواسب الرسوبية لحوض النهر («ديبو» في مصطلحات الجيولوجيين) تقع علي الجانب الشرقي، عكس استمرار صدع وادي الأردن. ويقدر سمك التعبئة بأنه 3 كيلومترات نزولا إلى أعمق انعكاس زلزالي،
مرتبطة مع الجزء العلوي من طبقة البازلت التي تم قذفها من حوالي 4 ملايين سنة مضت.

#### حوض الحولة
وتقع منطقه الحوله التي تنسحب إلى شمال بحر حوض الجليل وتتشكل بين عدة أجزاء قصيرة من الصدع. والجزء النشط حاليا من الحوض ضيق نسبيا. وتعرف الحدود الغربية لصدع الحوله بالجانب الغربي من الحوض وتتباعد إلى الشمال إلى عدة صدوع، بما في ذلك صدع الروبل وصدع ياممونه. ويستمر صدع الحدود الشرقية حوله شمالا من الجزء الشمالي الشرقي من بحر الجليل، مما يشكل الحافة الغربية للحوض ويربط في نهاية المطاف بصدع راشايا.

### منحنى التقييد اللبناني
ويتم التعرف على صدع البحر الميت التحويلي داخل منطقة الانحناء المقيد، مع العديد من مقاطع الصدع النشطة المميزة.

#### صدعاليمونه
وصدع اليمونه هو الصدع الرئيسي الذي يقع داخل منحنى التقييد اللبناني، والذي يحمل معظم الإزاحة الحدودية لصفيحه الحدود. ومن الشمال الغربي يتجه نحو 170 كيلومترا من الطرف الشمالي لحوض الحوله إلى مفترق مع خطا مصياف. وقد كان موقع العديد من الزلازل التاريخية الرئيسية، مثل الحدث 1202 سوريا. ويبلغ متوسط معدل الانزلاق على طول صدع اليمونه 4.0 إلى 5.5 ملليمتر في السنه، مع وجود فاصل زمني كبير لتكرار الزلزال يتراوح بين 1020 و 1175 سنة. ولم تكن هناك زلازل كبيره منذ ذلك الحين في 1202.

#### صدعروم
صدع روم يتفرع بعيدا عن صدع اليمونه في الجزء الشمالي الغربي من حوض الحولة. ويمكن تتبعه من هناك شمالا لنحو 35 كيلومترا قبل أن تصبح غير واضحة. وقد ارتبطت الحركة بهذا الصدع بزلزال الجليل 1837. وقدر معدل الانزلاق 0.86-1.05 ملم في السنة.

#### صدوع راشيا - سرغايا
تتكون منطقه الصدع هذه من مسارين رئيسيين للصدع، هما الصدوع الخاصة براشيا وسرغايا. وكانت الفروع الفرعية لصدع سرغايا التي كانت خارج منطقة الحوله الحدودية الشرقية، مستمرة في جنوب شرق جبل حرمون في جبال لبنان حيث أصبحت تتجه نحو الشمال الغربي. الصدع لديه معدل انزلاق من حوالي 1.4 ملم في السنة. ويعتقد أن الحركة على هذا الصدع أن تكون مسؤولة عن زلزال تشرين الثاني/نوفمبر 1759. صدع راشيا أيضا في المنطقة الواقعة علي الحدود الشرقية لمنطقه الحوله، والتي كانت تتجه إلى شمال جبل الشيخ. لم يتم حتى الآن تقدير معدل الانزلاق لهذا الصدع. صدع راشيا هو الموقع المفسر للزلزال الذي وقع في أكتوبر 1759.

### القسم الشمالي
القسم الشمالي من صدع البحر الميت يمتد من الطرف الشمالي لصدع اليمونه حتى التقاطع الثلاثي مع صدع الأناضول الشرقية. النمط الأكثر تشوهاً يتم تبديله، وذلك تماشيا مع حركة الصفائح النسبية والتي تحدد من قياسات GPS>

#### صدعمصياف
ويمتد هذا الجزء من الصدع، المعروف أيضا باسم صدع الغاب، لمسافة 70 كيلومترا تقريبا من الطرف الشمالي لصدع إلى حوض غاهاب. معدل الانزلاق المقدر لهذا الجزء هو 6.9 مم في السنة. ومن بين الزلازل التاريخية الرئيسية التي فسرت على هذا الهيكل الأحداث التي وقعت في 115 و 1170. ولم تسجل أي زلازل كبرى منذ 1170، مما يوحي بان هذا الحدث قد فات موعده.

#### حوض الغاب
تَشكّل حوض الغاب في عصر البليوسين ويفسر أن يكون الحوض قد تكون بسبب التداخل في الإزاحة اليسرى بين صدع مصياف وصدع حاجي باشا. ويبلغ طول الحوض حوالي 60 كيلومترا و 15 كيلومترا. واستنادا إلى تفسير بيانات الانعكاس الزلزالي والأحادي جيد الاختراق يملأ الحوض ويعتقد أن يكون كلياً في البليوسين إلى العصر الحديث. هناك اثنان مواقع ترسيب رئيسية في الحوض عند الأطراف الشمالية والجنوبية.

#### صدع حاجي باشا
ويمتد صدع حاجي باشا من حوض الغاب إلى حوض سهل العمق. ويعتقد أنها تحمل الجزء الأكبر من الإزاحة الحدودية التي تربط الصفيحة بصدع كاراسو. وقد تم ربط الزلازل الرئيسية في 1408 و 1872 الحركة على هذا الصدع.

#### صدع كاراسو
صدع كاراسو أو صدع امانيوس ويتجه من جنوب غرب- شمال شرق ويمثل جزءا من صدع البحر الميت التحويلي إلى صدع الأناضول الشرقي. معدل الانزلاق المقدر من 1.0 إلى 1.6 mm في السنة. لم يتم ربط الزلازل التاريخية مع الحركة على هذا الصدع.